# Ryan Park
Ryan Park – jednostka osadnicza w Stanach Zjednoczonych, w stanie Wyoming, w hrabstwie Carbon.